# Hashtrud e Charuymaq (circoscrizione elettorale)
La Circoscrizione di Hashtrud e Charuymaq è un collegio elettorale iraniano istituito per l'elezione dell'Assemblea consultiva islamica. 

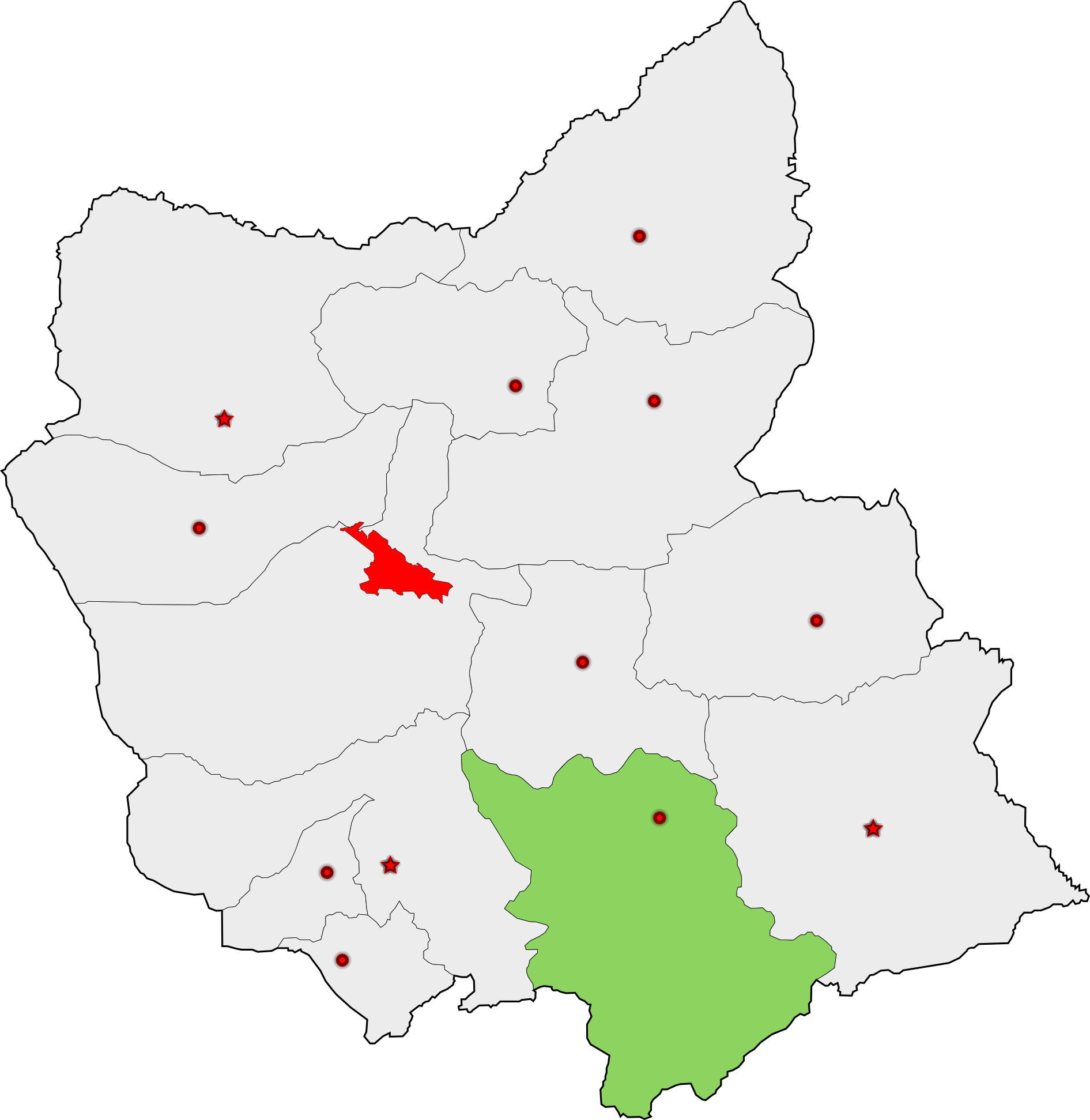
La circoscrizione di Hashtrud and Charuymaq, all'interno dell'Azerbaigian Orientale

## Elezioni
Durante le Elezioni parlamentari in Iran del 2012 viene eletto Gholam Hosein Shiri Aliabad. Alle successive elezioni è stato Hamzeh Amini, con 15,058 voti, a trionfare.